# ماريسا جاك كورتز
ماريسا جاك كورتز (بالإنجليزية: Marcia Jean Kurtz)‏ هي ممثلة ومخرجة أمريكية بدأت مسيرتها الفنية عام 1968.

## الأعمال
- 1975: عصر يوم قائظ
- 1984: حدث ذات مرة في أمريكا
- 2000: صلاة لراحة حلم
- 2008: المصارع
- 2010: بلاك سوان
- 2011: سرقة برج

## وصلات خارجية
- ماريسا جاك كورتز على موقع IMDb (الإنجليزية)
- ماريسا جاك كورتز على موقع ألو سيني (الفرنسية)
- ماريسا جاك كورتز على موقع قاعدة بيانات برودواي على الإنترنت (الإنجليزية)
- ماريسا جاك كورتز على موقع قاعدة بيانات الفيلم (الإنجليزية)